# Poslední aristokratka (román)
Poslední aristokratka je humoristický román českého autora Evžena Bočka, který popisuje život české šlechtické rodiny v současnosti. Hlavní hrdinkou je Marie Kostková, která se po revolučním roce vrací i se svou rodinou zpátky na zámek Kostka. Kniha prvně vyšla v roce 2012 a roku 2013 získala Cenu Miloslava Švandrlíka.
V roce 2019 byl román adaptován do filmu, který režíroval Jiří Vejdělek a v němž hráli Hynek Čermák, Tatiana Dyková a Yvona Stolařová.

## Postavy
- Marie Kostková z Kostky – Hlavní postava a vypravěčka příběhu, dcera Františka a Vivien. Po návratu z USA se snaží přizpůsobit životu na českém zámku, což jí přináší spoustu komických a někdy i absurdních situací. Má moderní a trochu skeptický pohled na tradiční aristokratické hodnoty.
- František Kostka – Otec Marie, který po návratu do Česka převzal zámek a snaží se přizpůsobit českému venkovu. Je to muž středního věku a je pro něj návrat k aristokratickým tradicím spíše výzvou než radostí.
- Vivien Kostková – Matka Marie, která je původně z Česka, ale většinu života prožila v Americe. Je nadšená z návratu na zámek, ale zároveň ne úplně schopná se přizpůsobit venkovskému životu, což jí přináší spoustu komických momentů. Neumí česky a veškeré své znalosti čerpá z životopisu princezny Diany.
- Advokát Benda – Katalyzátor pro právní problémy a organizace kolem převzetí zámku. Je to praktický a trochu suchý charakter, který se stará o právní záležitosti rodiny Kostkových. Má dceru Denisku a platí rodině Kostkovým apanáž za její internaci na Kostce.
- Pan Spock – Zámecký zahradní. Velký hypochondr, který se připravuje na smrt.
- Paní Tichá – Kuchařka na zámku. Je to jednoduchá paní a ráda pije ořechovku vlastní výroby.
- Josef – Kastelán na zámku, naprosto nezaujatý. Nesnáší návštěvníky zámku.
- Deniska – Dcera advokáta Bendy. Bývalá narkomanka. Na zámku zastává roli „guvernantky“ Marie.

## Film
V roce 2019 byl román Poslední aristokratka adaptován do filmu pod stejným názvem. Film režíroval Jiří Vejdělek a hlavní role ztvárnili Hynek Čermák (František Kostka), Tatiana Dyková (Vivien Kostková) a Yvona Stolařová (Marie Kostková). Film si získal popularitu a přitáhl širokou veřejnost k humoristickému příběhu o české aristokracii.